# Lunatica (singolo)
Lunatica è un singolo del rapper italiano Shade, pubblicato il 10 marzo 2023 come terzo estratto dal quarto album in studio Diversamente triste.

## Video musicale
Il video, diretto da Federico Santaiti, è stato reso disponibile in concomitanza del lancio del singolo attraverso il canale YouTube del rapper.

## Tracce
Testi di Vito Ventura, Fabio Pizzoli e Jacopo Ettorre, musiche di Eugenio Maimone, Federico Mercuri, Giordano Cremona, Giacomo Roggia e Leonardo Grillotti.
1. Lunatica – 2:37